# Ермошина, Галина Геннадьевна
Гали́на Генна́дьевна Ермо́шина (род. 1 ноября 1962, Ивантеевка, Саратовская область) — русская поэтесса, прозаик, литературный критик, переводчица, библиограф.

## Биография
Родилась в семье служащих. В 1984 году окончила Куйбышевский институт культуры, с этого же года работает в областной юношеской библиотеке. Участница филологических конференций и поэтических фестивалей в России, Финляндии, Польше, США. Куратор литературного салона «Золотое сечение». Занимается библиографией современной литературы. Живёт в Самаре.
Дебютировала в литературе в 1985 году (публикация в газете «Полёт»). Автор нескольких книг стихов и малой прозы, в том числе «Окна дождя» (1990), «Оклик» (1993), «Время город» (1994), «Круги речи» (2005), «Оклик небывшего времени» (2007). Переводит классических (Эмили Дикинсон) и современных (Джозеф Донахью, Джон Хай, Мишель Мёрфи) американских поэтов. Переводилась на английский и китайский языки. С 1998 года выступает как литературный критик. Автор статей о Саше Соколове, Владимире Казакове, Елене Гуро, современной поэзии и прозе. Публиковалась в журналах «Дети Ра», «Дружба народов», «Знамя», «Нева», «Новое литературное обозрение», «Октябрь», альманахе «Черновик», вестнике современного искусства «Цирк „Олимп“».
Лауреат премий Фестиваля русского свободного стиха (1989, 1991), Первого фестиваля малой прозы им. И. С. Тургенева (1998).